# Prix de la culture asiatique de Fukuoka
Le prix de la culture asiatique de Fukuoka (福岡アジア文化賞, Fukuoka Ajia bunkashō) est un prix établi par la ville de Fukuoka et Yokatopia Foundation pour honorer les contributions individuelles et collectives qui cherchent à préserver et à enrichir les cultures d'Asie dans leur unité et leur diversité.

Il y a trois catégories de prix : 
- le grand prix ;
- le prix universitaire ;
- le prix de culture et d'art.

En 1989, la ville de Fukuoka a ouvert l'exposition Asie-Pacifique fondée sur le concept des échanges dans la région Asie-Pacifique.

## Lauréats

### 1990
- Ba Jin (Chine, écrivain) : prix spécial
- Akira Kurosawa (Japon, réalisateur) : prix spécial
- Joseph Needham (Angleterre, chercheur en histoire des sciences chinoise) : prix spécial
- Kukrit Pramoj (Thaïlande, écrivain, homme politique) : prix spécial

### 1991
- Ravi Shankar (Inde, joueur de sitar) : grand prix
- Taufik Abdullah (Indonésie, chercheur en histoire et science sociale) : prix académique/international
- Chie Nakane (Japon, anthropologue) : prix académique/domestique
- Donald Keene (États-Unis, chercheur en littérature et culture japonaise) : prix de culture et d’art

### 1992
- Kim Wonyong (Corée du Sud, archéologue) : grand prix
- Clifford Geertz (États-Unis, ethnologue) : prix académique/international
- Takeuchi Minoru (Japon, sinologue) : prix académique/domestique
- Leandro V. Locsin (Philippines, architecte) : prix de culture et d’art

### 1993
- Fei Xiaotong (Chine, sociologue anthropologue) : grand prix
- Ungku Abdul Aziz (Malaisie, économiste) : prix universitaire/international
- Kawakita Jiro (Japon, chercheur en ethno-géographie) : prix universitaire/domestique
- Namjilyn Norovbanzad (Mongolie, chanteur) : prix de culture et d’art

### 1994
- M. C. Subhadradis Diskul (Thailande, anthropologue, chercheur en histoire de l’art) : grand prix
- Wang Gungwu (Australie, historien) : prix universitaire/international
- Ishii Yoneo (Japon, chercheur spécialiste de l'Asie du sud-est) : prix universitaire/domestique
- Padma Subrahmanyam (Inde, danseuse) : prix de culture et d’art

### 1995
- Koentjaraningrat (Indonésie, ethnologue) : grand prix
- Hahn Kiun (Corée du Sud, pédagogue) : prix universitaire/international
- Karashima Noboru (Japon, historien) : prix universitaire/domestique
- Nam June Paik (États-Unis, artiste vidéo) : prix de culture et d’art

### 1996
- Wang Zhongshu (Chine, archéologue) : grand prix
- Phan Huy Le (Viêt Nam, historien) : prix universitaire/international
- Eto Shinkichi (Japon, chercheur en relations internationales) : prix universitaire/domestique
- Nusrat Fateh Ali Khan (Pakistan, Qawwalî chanteur) : prix de culture et d’art

### 1997
- Chheng Phon (Cambodge, dramaturge) : grand prix
- Romila Thapar (Inde, historien) : prix universitaire/international
- Higuchi Takayasu (Japon, archeologue) : prix universitaire/domestique
- Im Kwon-taek (Corée du Sud, réalisateur) : prix de culture et d’art

### 1998
- Lee KiMoon (Corée du Sud, linguiste) : grand prix
- Stanley Jeyaraja Tambiah (États-Unis, anthropologue) : prix universitaire/international
- Ueda Masaaki (Japon, historien) : prix universitaire/domestique
- R. M. Soedarsono (Indonésie, danseuse) : prix de culture et d’art

### 1999
- Hou Hsiao-hsien (Taïwan, réalisateur) : grand prix
- Obayashi Taryo (Japon, ethnologue) : prix universitaire
- Nidhi Eoseewong (Thaïlande, historien) : prix universitaire
- Tang Da Wu (Singapour, artiste visuel) : prix de culture et d’art

### 2000
- Pramoedya Ananta Toer (Indonésie, écrivain) : grand prix
- Than Tun (Birmanie, historien) : prix universitaire
- Benedict Anderson (Irlande, politologue) : prix universitaire
- Hamzah Awang Amat (Malaisie, artiste de théâtre d'ombres) : prix de culture et d’art

### 2001
- Muhammad Yunus (Bangladesh, économiste) : grand prix
- Hayami Yujiro (Japon, économiste) : prix universitaire
- Thawan Duchanee (Thaïlande, peintre) : prix de culture et d’art
- Marilou Diaz-abaya (Philippines, réalisateur) : prix de culture et d’art

### 2002
- Zhang Yimou (Chine, réalisateur) : grand prix
- Kingsley Muthumuni De Silva (Sri Lanka, historien) : prix universitaire
- Anthony Reid (Australie, historien) : prix universitaire
- Lat (Malaisie, dessinateur) : prix de culture et d’art

### 2003
- Hokama Shuzen (Japon, chercheur spécialiste d'Okinawa) : grand prix
- Reynaldo C. Ileto (Philippines, historien) : prix universitaire
- Xu Bing (Chine, artiste) : prix de culture et d’art
- Dick Lee (Singapour, auteur–compositeur-interprète) : prix de culture et d’art

### 2004
- Amjad Ali Khan (Inde, joueur de sarod) : grand prix
- Li Yining (Chine, économiste) : prix universitaire
- Ram Dayal Rakesh (Népal, chercheur en folklore) : prix universitaire
- Sembukuttiarachilage Roland Silva (Sri Lanka, conservateur et architecte de patrimoine culturel) : prix de culture et d’art

### 2005
- Im Dongkwon (Corée du Sud, spécialiste en folklore) : grand prix
- Thaw Kaung (Birmanie, bibliothécaire) : prix universitaire
- Douangdeuane Bounyavong (Laos, chercheur spécialiste du textile) : prix de culture et d’art
- Tashi Norbu (Bhoutan, musicien traditionnel) : prix de culture et d’art

### 2006
- Mo Yan (Chine, écrivain) : grand prix
- Shagdaryn Bira (Mongol, historien) : prix universitaire
- Hamashita Takeshi (Japon, historien) : prix universitaire
- Uxi Mufti (Pakistan, expert culturel) : prix de culture et d’art

### 2007
- Ashis Nandy (Inde, critique social et culturel) : grand prix
- Srisakra Vallibhotama (Thaïlande, anthropologue archéologue) : prix universitaire
- Ju Ming (Taïwan, sculpteur) : prix de culture et d’art
- Kim Duk-soo (Corée du Sud, artiste traditionnel) : prix de culture et d’art

### 2008
- Ann Hui (Chine Hong Kong, réalisateur) : grand prix
- Savitri Goonesekere (Sri Lanka, juriste) : prix universitaire
- Shamsul Amri Baharuddin (Malaisie, socio-anthropologue) : prix universitaire
- Farida Parveen (Bangladesh, musicien) : prix de culture et d’art

### 2009
- Augustin Berque (France, géographe) : grand prix
- Partha Chatterjee (en) (Inde, politologie, histoire) : prix de culture et d’art
- Miki Minoru (en) (Japon, compositeur) : prix de culture et d’art
- Cai Guoqiang (Chine, artiste contemporain) : prix de culture et d’art

### 2010
- Hwang Byungki (Corée du Sud, musicien) : grand prix
- James C. Scott (États-Unis, politologie, anthropologie) : prix universitaire
- Mōri Kazuko (ja) (Japon, étude régionale) : prix universitaire
- Ong Keng Sen (en) (Singapour, homme de théâtre) : prix de culture et d’art

### 2011
- Ang Choulean (Cambodge, ethnologue) : grand prix
- Cho Dong-il (ko) (Corée du Sud, chercheur en littérature) : prix universitaire
- Niels Gutschow (de) (Allemagne, historien de l'architecture) : prix de culture et d’art

### 2012
- Vandana Shiva (Inde, philosophe) : grand prix
- Charnvit Kasetsiri (en) (Thaïlande, historien) : prix universitaire
- Kidlat Tahimik (Philippines, réalisateur) : prix de culture et d’art
- Gray Koes Moertiyah (en) (Indonésie, danseur) : prix de culture et d’art

### 2013
- Tetsu Nakamura (Japon, médecin) : grand prix
- Tessa Morris-Suzuki (en) (Australie, historienne) : prix universitaire
- Nalini Malani (Inde, artiste) : prix de culture et d'art
- Apichatpong Weerasethakul (Thaïlande, réalisateur de cinéma) : prix de culture et d'art

### 2014
- Ezra Vogel (États-Unis, historien) : grand prix
- Azyumardi Azra (en) (Indonésie, historien) : prix universitaire
- Danny Yung (zh) (Hong Kong) : prix de culture et d'art

### 2015
- Thant Myint-U (en) (Myanmar, historien) : grand prix
- Ramachandra Guha (Inde, historien) : prix universitaire
- Đặng Thị Minh Hạnh (en) (Vietnam, mode) : prix de culture et d'art

### 2016
- Allah Rakha Rahman (Inde, musicien) : grand prix
- Ambeth Ocampo (en) (Philippines, historien) : prix universitaire
- Yasmeen Lari (Pakistan, architecte) : prix de culture et d'art

### 2017
- Pasuk Phongpaichit (en) (Thaïlande, économiste) et Chris Baker (en) (Royaume-Uni, écrivain) : grand prix
- Wang Ming (zh) (Chine, historien) : prix universitaire
- Kong Nay (Cambodge, musicien) : prix de culture et d'art

### 2018
- Jia Zhangke (Chine, cinéaste) : grand prix
- Akira Suehiro (ja) (Japon, économiste) : prix universitaire
- Teejan Bai (Inde, musicienne) : prix de culture et d'art

### 2019
- Randy David (en) (Philippines, journaliste) : grand prix
- Leonard Blussé (Pays-Bas, historien) : prix universitaire
- Makoto Satō (Japon, dramaturge) : prix de culture et d'art